# Hnúšťa
Hnúšťa és una ciutat d'Eslovàquia. Es troba a la regió de Banská Bystrica.

## Història
La primera menció escrita de la vila es remunta al 1334.

## Demografia
| Godina             | 1994 | 2004   | 2014   | 2024    |
| ------------------ | ---- | ------ | ------ | ------- |
| Nombre de persones | 7455 | 7558   | 7676   | 6436    |
| Diferència         |      | +1,38% | +1,56% | −16,15% |

| Godina             | 2023 | 2024   |
| ------------------ | ---- | ------ |
| Nombre de persones | 6504 | 6436   |
| Diferència         |      | −1,04% |